# ريزدنت إيفل سرفايفر
 ريزدنت إيفل سرفايفر (بالإنجليزية: Resident Evil Survivor)‏ هي لعبة من نوع تصويب صدرت في عام 2000 لـ ويندوز وبلاي ستيشن ، وهي من تطوير ونشر شركة كابكوم.

## القصة
في سبتمبر 1998 ضربت كارثة وسط غرب مدينة راكون الأمريكية حيث تفشى فيروس يسمى تي فيروس محولاً سكان المدينة إلى أموات يمشون (زومبي) ، كتدبير يائس أخير لمنع انتشار العدوى، وافقت الحكومة الأمريكية على إطلاق صاروخ على مدينة راكون، حيث تم إبادة البلدة المنكوبة وسكانها بالكامل في العملية. لم يمض وقت طويل بعد هذا الحادث، تحطمت طائرة هليكوبتر في ضاحية مملوكة لـ شركة أمبريلا (Umbrella Corporation) وتقع على جزيرة شينا (Sheena Island) . نجى الطيار من حطام الطائرة المحترقة فقط ليجد نفسه يخوض معركة ضد الأموات الأحياء (الزومبيز) ، أيضاً مع فقدانه للذاكرة وعدم معرفته من هو ولماذا هو هنا بطل لعبة يدعى ارك تومبسون وهو أتى ليتجسس على جزيرة شينا واخذ معلومات عن امبريلا ولكن يكتشف أمره وفلينست رئيس جزيرة يطارده حتى سقوط طائره يذهب بطل لمحاولة خروج من جزيرة حتى يلتقي بفتى ومعه شقيقته صغرى وفي نهاية يهرب بطل ارك ومعه طفلين في طائرة ويضرب تايرينت بصاروخ طائره بعد عدد من معارك ويغادرون جزيرة ويستعيد ارك ذاكرته

## وصلات خارجية
- الموقع الرسمي
 (Japanese)
- ريزدنت إيفل سرفايفر على موقع IMDb (الإنجليزية)
- ريزدنت إيفل سرفايفر على موبي غيمز